# Lepturgantes candicans
Lepturgantes candicans là một loài bọ cánh cứng trong họ Cerambycidae.